# Catar en el Festival de la Canción de Eurovisión
Catar intentó participar en el Festival de la canción de Eurovisión 2011 a pesar de no ser miembro del Unión Europea de Radiodifusión.
El interés de participar en el festival por parte del país árabe se remonta a 2009, donde se informó que dos periodistas de Qatar Radio asistieron al Festival de la Canción de Eurovisión celebrado ese año en Moscú, Rusia. En ese momento, Qatar Radio era miembro asociado de la Unión Europea de Radiodifusión (UER), aunque su asociación con la corporación paneuropea fue cancelada posteriormente.
Según los reportes de la época, Qatar Radio buscaba obtener la membresía plena en la UER con la intención de participar en el Festival de Eurovisión de 2011. Durante ese tiempo, la emisora catarí transmitía un programa semanal titulado “12 Points Qatar”, dedicado exclusivamente al certamen musical.
Desde 2009, Catar no ha mostrado más interés en competir en Eurovisión.
El país no se encuentra dentro del área geográfica correspondiente para ser miembro del Consejo de Europa, por lo que no es elegible para obtener la membresía plena en la UER. Aunque las organizaciones mediáticas cataríes han sido previamente miembros asociados (lo que permitiría la participación si fueran invitadas por los organizadores), actualmente no es viable dada la no asociación con el país asiático de la organización y la consiguiente no membresía en la UER.
La participación en Eurovisión no está limitada exclusivamente a países geográficamente situados en Europa (como lo demuestra la presencia de Australia o Israel). Cada miembro activo de la Unión Europea de Radiodifusión (UER) tiene derecho a participar en representación de su país. Esta definición ha evolucionado con el tiempo. Por ejemplo, la edición de 2004 del reglamento no incluía a Armenia, Georgia y Azerbaiyán dentro de los límites del Área de Radiodifusión Europea. La enmienda posterior que incorporó explícitamente a estos países permitió que sus radiodifusoras se convirtieran en miembros activos de la UER y, en consecuencia, pudieran competir en Eurovisión.
Pese a esto, no es esperable la participación de la radiodifusora catarí en los próximos festivales de Eurovisión, dada la ruptura de asociación con la UER y la pérdida de interés de Qatar Radio en su debut en el festival. Por el momento, Catar nunca ha participado en el festival de Eurovisión ni en ningún evento relacionado con la UER.